# Julio Vial
Julio Vial Blanco (Maipú, Chile, 1 de julio de 1933-Santiago, 10 de marzo de 2016)  fue un futbolista chileno. Jugó de delantero, siendo seleccionado en el equipo de Chile que participó en los Juegos Olímpicos de Helsinki 1952.

## Trayectoria
No obstante haber nacido en Maipú, sus inicios futbolístico fueron en la ciudad de Rancagua en el Club San Gerardo, progresando hasta ser llamado a la Selección local. Con posterioridad se trasladó a la ciudad de Talagante, donde jugó en Club Maltería, siendo también nominado a la Selección desde donde fue contratado por Colo-Colo 

## Selección nacional
Fue internacional con la Selección Olímpica de fútbol amateur de Chile, dirigida técnicamente por Luis Tirado, cuando fue nominado como refuerzo del equipo de Naval, club designado equipo olímpico para representar a Chile en los Juegos Olímpicos de Helsinki 1952, en Finlandia, donde se enfrentó a la selección de fútbol de Egipto, con un resultado final de 4-5 en contra. En dicho encuentro el jugador albo marcó dos goles.

### Participaciones en Juegos Olímpicos
| Juegos Olímpicos                  | Sede                  | Resultado     |
| --------------------------------- | --------------------- | ------------- |
| Juegos Olímpicos de Helsinki 1952 | Helsinki ( Finlandia) | Primera fase. |

## Estadísticas

### Clubes
| Club        | País  | Año       |
| ----------- | ----- | --------- |
| Colo-Colo   | Chile | 1951-1953 |
| Green Cross | Chile | 1954      |
| O'Higgins   | Chile | 1956      |

## Palmarés

### Campeonatos nacionales
| Título           | Club      | País  | Año  |
| ---------------- | --------- | ----- | ---- |
| Primera División | Colo-Colo | Chile | 1953 |